# Mis Raíces
Mis Raíces  es un programa turístico, encabezado por la Secretaria de Turismo del Distrito Federal, que tiene por objetivo atraer el turismo connacional residente en los Estados Unidos, a través de paquetes turísticos a la medida de acuerdo con sus tiempos, recursos y necesidades, además se incluyen visitas a los sitios más emblemáticos de la Ciudad de México. 
El programa fue presentado en marzo de 2014, por el actual jefe de Gobierno del Distrito Federal, Miguel Ángel Mancera, y el secretario de Turismo, Miguel Torruco Marqués, como parte de la Declaratoria de Prioridad Turística de su administración, en las ciudades de Nueva York, Chicago, Houston y Los Ángeles.
Entre los destinos que pueden disfrutar los turistas destacan el Museo Nacional de Antropología, el Palacio de Bellas Artes, el Ángel de la Independencia y el Museo Soumaya. Así como sitios Patrimonio Cultural de la Humanidad, como Xochimilco y Ciudad Universitaria, y las zonas culturales como Coyoacán, San Ángel, Polanco, entre otras. Además de los gastronomía mexicana e internacional que se ofrece en los restaurantes de la Ciudad de México. 